# Blue Birds FC
Der Blue Birds FC, vollständiger Name Blue Birds Football Club, ist ein Fußballverein aus Walvis Bay in Namibia.
Blue Birds spielte in der Saison 23/24 in der drittklassigen Namibia Second Division in der Regionalliga für Erongo. In dem Jahr gelang der Aufstieg in die Namibia First Division (Süden) und bereits in der ersten Saison 2024/25 stieg die Mannschaft wiederum auf. Sie spielt zur Saison 2025/26 erstmals in der erstklassigen Namibia Premier Football League.